# Sunny Murray
Sunny Murray (21. září 1936 Idabel, Oklahoma – 8. prosince 2017) byl americký jazzový bubeník. Na bicí začal hrát ve svých devíti letech. Později se přestěhoval do New Yorku, kde v roce 1959 začal spolupracovat s klavíristou Cecilem Taylorem. V roce 1966 vydal své první album jako leader, neslo název Sunny's Time Now. Později vydal několik dalších alb a spolupracoval s dalšími hudebníky, mezi které patří Albert Ayler, Archie Shepp, Alan Silva nebo Dave Burrell.